# David Willshaw
David Willshaw (* 1945) ist ein britischer Informatiker, Neurowissenschaftler und Kognitionswissenschaftler, der sich mit neuronalen Netzwerken und Computermodellen in den Neurowissenschaften befasst.

## Biografie
Willshaw wurde 1971 bei Christopher Longuet-Higgins an der University of Edinburgh promoviert (Models of Distributed Associative Memory) und war dort Research Fellow an der Gruppe für theoretische Psychologie in der Schule für Künstliche Intelligenz. Ab 1973 war er am Max-Planck-Institut für Biophysikalische Chemie in Göttingen und ab 1977 am National Institute for Medical Research in Mill Hill, London, wo er 1980 festes Mitglied wurde und für den Medical Research Council (MRC) forschte. Ab 1984 war er als MRC Wissenschaftler in der Abteilung Zoologie der Universität Edinburgh und ab 1988 in dessen Zentrum für Kognitionswissenschaften. 1996 wurde er Professor am MRC verbunden mit einer Ehrenprofessur an der Universität Edinburgh. 1988 bis 2004 leitete er das Institute for Adaptive and Neural Computation der Universität Edinburgh und 2006 erhielt er einen persönlichen Lehrstuhl für Computational Neurobiology in der Schule für Informatik.
Zu den speziellen neurowissenschaftlichen Problemen, mit denen er sich befasste, gehören die Frage, wie die vielen Nervenverbindungen zu den Muskeln im Lauf der Entwicklung abgebaut werden, wie sich die Streifenmuster in der visuellen Hirnrinde im Wechselspiel mit den Sehinformationen herausbilden, die Funktion der Basalganglien und verwandten Hirnstrukturen und ihre Rolle bei der Parkinson-Erkrankung, die Rolle von Hippocampus, Cerebellum und Neocortex in der assoziativen Speicherung und Abrufung von Informationen. Unter anderem entwickelte er ein Simulationsmodell der Purkinje-Zellen zum Test der Theorie des Kleinhirns von David Marr.
Außerdem befasst er sich mit Algorithmen für kombinatorische Optimierungsprobleme wie dem Problem des Handlungsreisenden.
Er ist Fellow des Institute of Physics (2002) und der Royal Society of Edinburgh (2000). 1992 erhielt er die IEEE Neural Networks Council Pioneer Medal. 2003 bis 2007 stand er dem britischen Forschungsnetzwerk für Neuroinformatik vor und er ist britischer Vertreter im Beratungsgremium des Bernstein-Netzwerks. 2003 bis 2008 war er im internationalen Beratungsgremium des Hirnforschungsinstituts von RIKEN.
1998 bis 2005 war er Herausgeber von Computation in Neural Systems.

## Schriften (Auswahl)
- mit O. P. Buneman, H. C. Longuet-Higgins: Non-holographic associative memory,  Nature, Band 222, 1969, S. 960–962.
- mit Buneman, Longuet-Higgins: Models for the brain. Nature, Band 225, 1970, S. 177–178.
- mit M. C. Prestige: On a role for competition in the formation of patterned neural connexions,  Proc Roy Soc B, Band 190, 1975, S. 77–98.
- mit Christoph von der Malsburg:  How patterned neural connexions can be set up by self-organisation,  Proc Roy Soc B, Band 194, 1976, S. 431–445.
- mit C. von der Malsburg: A marker induction mechanism for the establishment of ordered neural mappings: its application to the retinotectal problem, Phil Trans Roy Soc B, Band 287, 1979, S. 203–243.
- The establishment and the subsequent elimination of poly-neuronal innervation of developing muscle: theoretical considerations, Proc Roy Soc B, Band 212, 1981, S. 233–252.
- mit J. W. Fawcett: Compound eyes project stripes onto the optic tectum,  Nature, Band 296, 1982, S. 350–352.
- mit R. M. Gaze: The discontinuous visual projections on the Xenopus optic tectum following regeneration after unilateral nerve section, J Embryol Exp Morph, Band 94, 1986, S. 121–136.
- mit R. Durbin: An analogue approach to the travelling salesman problem using an elastic net method, Nature, Band 126, 1987, S. 689–691.
- mit J.T. Buckingham: An assessment of Marr's theory of the hippocampus as a temporary memory store, Phil Trans Roy Soc B, Band 329, 1990, S. 205–215.
- mit G. J. Goodhill:  Application of the elastic net algorithm to the formation of ocular dominance stripes, Network: Computation in Neural Systems, Band 1, 1990, S. 41–59.
- mit P. S. Dayan: Optimal plasticity from Mamrix memories: what goes up must come down,  Neural Computation, Band 1, 1990, S. 85–93.
- mit J. T. Buckingham: Performance characteristics of the associative net,  Network, Band 3, 1992, S. 407–414.
- mit L. R. T. Tyrell: Cerebellar cortex: Its simulation and the relevance of Marr's theory,  Phil. Trans. Roy. Soc. B., Band 336 1992, S. 239–257.
- mit J. T. Buckingham: On setting unit thresholds in an incompletely connected associative net,  Network, Band 4, 1993, S. 441–459.
- mit C. E. Rasmussen: Presynaptic and postsynaptic competition in models for the development of neuromuscular connections,  Biol. Cybern., Band 68, 1993, S. 409–419.
- Models for the formation of ordered retino-tectal connections. In: Sharma, Fawcett (Hrsg.), Formation and Regeneration of nerve connections, Birkhäuser 1993
- mit A. van Ooyen: Poly-and mononeuronal innervation in a model for the development of neuromuscular connections, J. Theor. Biol., Band 196, 1999, S. 495–511.
- mit A. J. Gillies: . A massively connected subthalamic nucleus leads to the generation of widespread pulses,  Proc Roy Soc B, Band 265, 1999, S. 2101–2109.
- mit D. J. Price: . Mechanisms of Cortical Development, Oxford UP 2000
- mit V. Steuber:  A biophysical model of synaptic delay learning and temporal pattern recognition in a cerebellar purkinje cell, Journal of Computational Neuroscience, Band 17, 2004, S. 149–164.
- Self-organisation in the nervous system, in: R. G. M. Morris, L. Tarassenko, M. Kenward (Hrsg.), Cognitive Systems: Information Processing Meets Brain Science, Elsevier, 2005, S. 5–33.
- David Sterratt, Bruce Graham, Andrew Gillies, David Willshaw: Principles of Computational Modelling in Neuroscience. Cambridge University Press, 2011